# Riitta Hari
Riitta Kyllikki Hari, född 16 januari 1948 i S:t Michel, är en finländsk läkare.
Hari blev medicine och kirurgie doktor 1980, specialist i klinisk neurofysiologi 1981, chef för hjärnforskningsenheten vid Tekniska högskolans i Helsingfors köldlaboratorium 1982 och professor 1996. Under åren 1991–96 och 1999–2004 var hon akademiprofessor vid Finlands Akademi. Hon har fortsatt Olli V. Lounasmaas verksamhet inom magnetoencefalografi (MEG) och tillämpat denna inom neurofysiologi och för utredning av neurologiska sjukdomar. Hon tilldelades Matti Äyräpää-priset 2001, Finlands vetenskapspris 2009 och akademikers titel 2010. Sedan 1994 är hon ledamot av Finska Vetenskapsakademien.